# 966 (numero)
Novecentosessantasei (966) è il numero naturale dopo il 965 e prima del 967.

## Proprietà matematiche
- È un numero pari.
- È un numero composto con 16 divisori: 1, 2, 3, 6, 7, 14, 21, 23, 42, 46, 69, 138, 161, 322, 483, 966. Poiché la somma dei suoi divisori (escluso il numero stesso) è 1388 > 966, è un numero abbondante.
- È un numero tetraprimo.
- È un numero palindromo e un numero ondulante nel sistema posizionale a base 12 (686).
- È un numero intero privo di quadrati.
- È un numero pratico.
- È un numero semiperfetto in quanto pari alla somma di alcuni (o tutti) i suoi divisori.
- È un numero intoccabile.
- È un numero malvagio.
- È un numero congruente.
- È parte delle terne pitagoriche (88, 966, 970), (920, 966, 1334), (966, 1288, 1610), (966, 1440, 1734), (966, 3312, 3450), (966, 3640, 3766), (966, 4712, 4810), (966, 10120, 10166), (966, 11088, 11130), (966, 25912, 25930), (966, 33320, 33334), (966, 77760, 77766), (966, 233288, 233290).

## Astronomia
- 966 Muschi è un asteroide della fascia principale del sistema solare.
- NGC 966 è una galassia lenticolare della costellazione della Balena.

## Astronautica
- Cosmos 966 è un satellite artificiale russo.